# محمدتقی مطهری فریمانی
محمدتقی مطهری فریمانی (۱۳۰۷ فریمان -) برادر مرتضی مطهری و نماینده اولین دوره مجلس شورای اسلامی از فریمان بود.
محمدتقی مطهری ۱۳۰۷ در فریمان به دنیا آمد. او برادر کوچکتر مرتضی مطهری بود. محمد تقی در سال ۱۳۲۱ توسط برادرش مرتضی به حوزه علمیه قم برده شد و در آنجا زیر نظر برادر دروس حوزوی را شروع کرد. او در سال ۱۳۳۱وارد دانشکده الهیات شده و در رشته منقول ادامه تحصیل می‌دهد.
محمدتقی مطهری در اولین دوره انتخابات مجلس از منطقه فریمان وارد مجلس می شود اما پس از چندی استعفا داده و دیگر در مجلس حضور نمی یابد.